# جيك بورنهيمير
جيك بورنهيمير (بالإنجليزية: Jake Bornheimer)‏ مواليد 09 يونيو 1927 في نيو برونزويك - الوفاة 10 سبتمبر 1986، كان لاعب كرة سلة أمريكي. بدأ مسيرته الاحترافية في سنة 1948. حمل الرقم 15. بلغ طوله 6 قدم 5 بوصة (2.0 م). لعب مع غولدن ستايت ووريورز في الدوري الأمريكي لكرة السلة للمحترفين. اعتزل اللعب في 1950.

## روابط خارجية
- جيك بورنهيمير على موقع إن بي أي (الإنجليزية)
- جيك بورنهيمير على موقع سبورتس رفرنس (الإنجليزية)
- جيك بورنهيمير على موقع ريلجم (الإنجليزية)
- جيك بورنهيمير على موقع بروبوليرز (الإنجليزية)